# Liste des intercommunalités de l'Ain

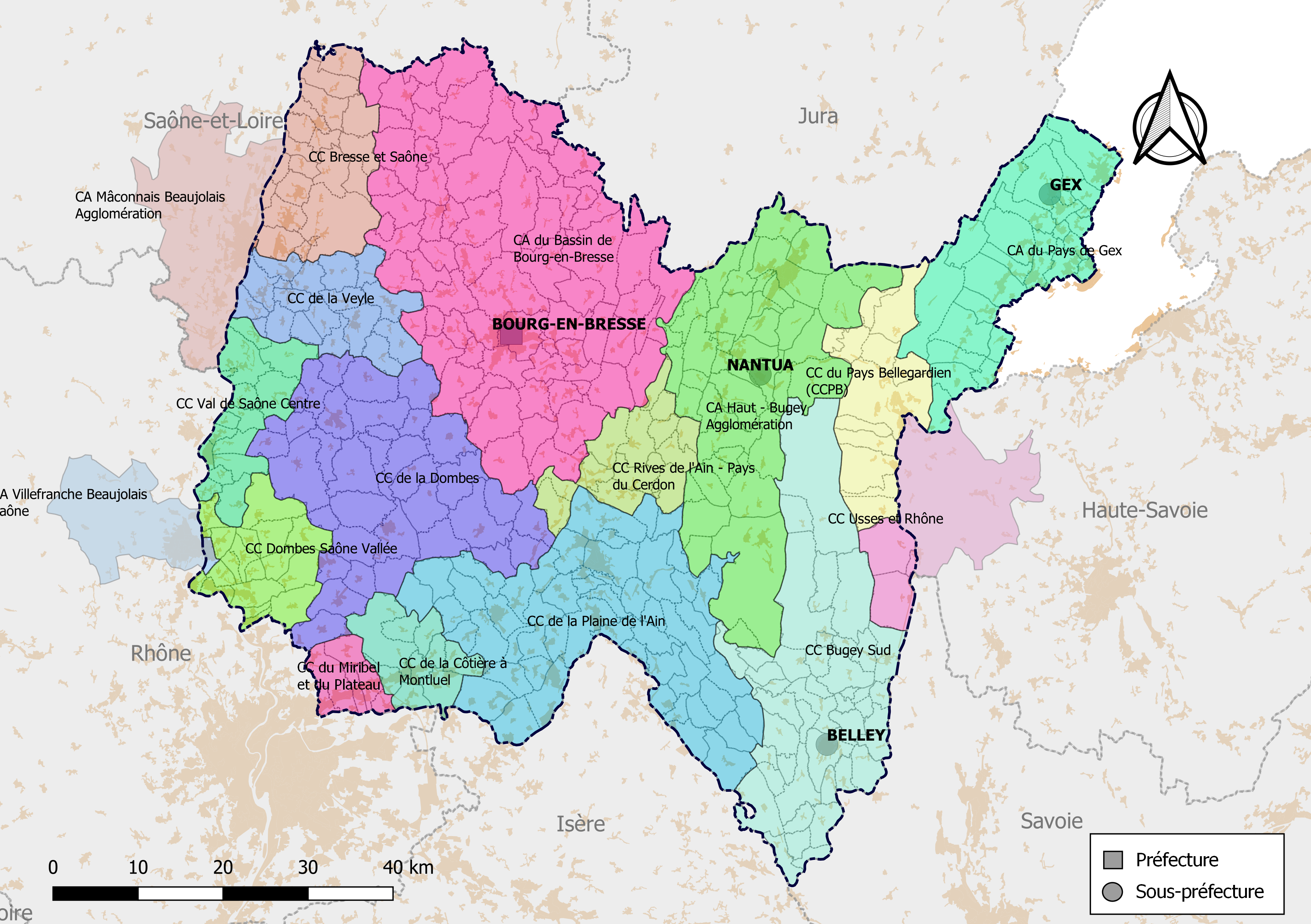
Carte des EPCI de l'Ain depuis le 1er janvier 2019.

Depuis le 1er janvier 2019, le département de l'Ain est couvert par 17 établissements publics de coopération intercommunale : cinq communautés d'agglomération (dont une ayant son siège dans le Rhône et une ayant son siège en Saône-et-Loire) et 12 communautés de communes (dont une ayant son siège dans la Haute-Savoie).

## Intercommunalités à fiscalité propre
| Forme juridique                                            | Nom                                   | no SIREN  | Date de création | Nombre de communes     | Population (der. pop. légale) | Superficie (km2) | Densité (hab./km2) | Siège                          | Président               |
| ---------------------------------------------------------- | ------------------------------------- | --------- | ---------------- | ---------------------- | ----------------------------- | ---------------- | ------------------ | ------------------------------ | ----------------------- |
| Communauté d'agglomération                                 | CA du Bassin de Bourg-en-Bresse       | 200071751 | 1er janvier 2017 | 74                     | 134 405 (2021)                | 1 236,80         | 109                | Bourg-en-Bresse                | Jean-François Debat     |
| Communauté d'agglomération                                 | Pays de Gex Agglo                     | 240100750 | 31 mai 1995      | 27                     | 102 027 (2021)                | 404,90           | 252                | Gex                            | Patrice Dunand          |
| Communauté d'agglomération                                 | Haut-Bugey Agglomération              | 200042935 | 1er janvier 2014 | 42                     | 63 434 (2021)                 | 688,80           | 92                 | Oyonnax                        | Michel Mourlevat        |
| Communauté de communes                                     | CC de la Plaine de l'Ain              | 240100883 | 15 décembre 2002 | 53                     | 81 249 (2021)                 | 711,60           | 114                | Chazey-sur-Ain                 | Jean-Louis Guyader      |
| Communauté de communes                                     | CC de la Dombes                       | 200069193 | 1er janvier 2017 | 36                     | 40 011 (2021)                 | 631,20           | 63                 | Châtillon-sur-Chalaronne       | Isabelle Dubois         |
| Communauté de communes                                     | CC Dombes-Saône Vallée                | 200042497 | 1er janvier 2014 | 19                     | 40 287 (2021)                 | 179,50           | 225                | Trévoux                        | Marc Péchoux            |
| Communauté de communes                                     | CC Bugey Sud                          | 200040350 | 1er janvier 2014 | 41                     | 34 086 (2022)                 | 624,0            | 55                 | Belley                         | Pauline Godet           |
| Communauté de communes                                     | CC Bresse et Saône                    | 200071371 | 1er janvier 2017 | 20                     | 25 640 (2021)                 | 258,30           | 99                 | Bâgé-le-Châtel                 | Guy Billoudet           |
| Communauté de communes                                     | CC de la Côtière à Montluel           | 240100610 | 28 décembre 1993 | 9                      | 25 151 (2021)                 | 127,50           | 197                | Montluel                       | Philippe Guillot-Vignot |
| Communauté de communes                                     | CC de Miribel et du Plateau           | 240100800 | 31 décembre 1997 | 6                      | 24 794 (2021)                 | 65,60            | 378                | Miribel                        | Caroline Terrier        |
| Communauté de communes                                     | CC de la Veyle                        | 200070555 | 1er janvier 2017 | 18                     | 23 185 (2021)                 | 212,0            | 109                | Pont-de-Veyle                  | Christophe Greffet      |
| Communauté de communes                                     | CC Terre Valserhône                   | 240100891 | 30 décembre 2002 | 12                     | 21 796 (2021)                 | 225,80           | 97                 | Valserhône                     | Patrick Perréard        |
| Communauté de communes                                     | CC Val de Saône Centre                | 200070118 | 1er janvier 2017 | 15                     | 20 967 (2021)                 | 157,60           | 133                | Montceaux                      | Jean Claude Deschizeaux |
| Communauté de communes                                     | CC Rives de l’Ain - Pays du Cerdon    | 200029999 | 1er janvier 2012 | 14                     | 14 705 (2021)                 | 170,40           | 86                 | Jujurieux                      | Thierry Dupuis          |
| Intercommunalités dont le siège est situé hors département |                                       |           |                  |                        |                               |                  |                    |                                |                         |
| Communauté d'agglomération                                 | CA Villefranche-Beaujolais-Saône      | 200040590 | 1er janvier 2014 | 18 (dont 1 dans l'Ain) | 72 925 (2021)                 | 167,70           | 435                | Villefranche-sur-Saône (Rhône) | Daniel Faurite          |
| Communauté d'agglomération                                 | CA Mâconnais Beaujolais Agglomération | 200070308 | 1er janvier 2017 | 39 (dont 1 dans l'Ain) | 78 980 (2021)                 | 298,20           | 265                | Mâcon (Saône-et-Loire)         | Jean-Patrick Courtois   |
| Communauté de communes                                     | CC Usses et Rhône                     | 200070852 | 1er janvier 2017 | 26 (dont 3 dans l'Ain) | 21 160 (2021)                 | 273,70           | 77                 | Seyssel (Haute-Savoie)         | Paul Rannard            |

## Syndicats intercommunaux
- Syndicat intercommunal d'énergie et de e-communication de l'Ain

## Historique

### 2013
La communauté de communes ChanStriVal est absorbée par la communauté de communes Chalaronne Centre.

### 2014
- La nouvelle communauté de communes Dombes-Saône Vallée est le résultat de la fusion de la Communauté de communes Saône Vallée et de la Communauté de communes Porte ouest de la Dombes plus Villeneuve (pas d'intercommunalité en 2013) qui rejoint l'ensemble mais sans Jassans-Riottier
- Jassans-Riottier rejoint la communauté d'agglomération Villefranche-Beaujolais-Saône, qui remplace la communauté d'agglomération de Villefranche-sur-Saône.
- La nouvelle communauté de communes Bugey Sud est le résultat de la fusion de la communauté de communes Belley Bas Bugey, communauté de communes Bugey-Arène-Furans à l'exception de Groslée, communauté de communes du Colombier, communauté de communes Terre d'eaux et de la commune de Artemare (issue de la communauté de communes du Valromey).
- La nouvelle communauté de communes Haut Bugey est le résultat de la fusion de la communauté de communes des monts Berthiand, communauté de communes d'Oyonnax, communauté de communes Lac de Nantua et de la communauté de communes Combe du Val-Brénod.

### 1erjanvier 2017
- Création de la communauté d'agglomération du Bassin de Bourg-en-Bresse : résultat de la fusion de la communauté d'agglomération de Bourg-en-Bresse, de la communauté de communes Bresse Dombes Sud Revermont, de la communauté de communes du canton de Coligny, de la communauté de communes de Montrevel-en-Bresse, de la communauté de communes du canton de Saint-Trivier-de-Courtes, de la communauté de communes de Treffort-en-Revermont et de la communauté de communes de La Vallière[18].
- Création de la communauté de communes Val-de-Saône Centre : résultat de la fusion de la communauté de communes Val-de-Saône Chalaronne et de la communauté de communes Montmerle Trois Rivières[19].
- Création de la communauté de communes de la Dombes : résultat de la fusion de la communauté de communes Chalaronne Centre, de la communauté de communes Centre Dombes et de la communauté de communes du canton de Chalamont[20].
- Création de la communauté de communes de la Veyle : résultat de la fusion de la communauté de communes des bords de Veyle et de la communauté de communes du canton de Pont-de-Veyle[21].
- Création de la communauté de communes du Pays de Bâgé et de Pont-de-Vaux : résultat de la fusion de la communauté de communes du canton de Pont-de-Vaux et de la communauté de communes du pays de Bâgé[18].
- Création de la communauté d'agglomération Mâconnais Beaujolais Agglomération : résultat de la fusion de la communauté d'agglomération du Mâconnais - Val de Saône et de la Communauté de communes du Mâconnais Beaujolais[22].
- 2 communes issues de la communauté de communes de la Vallée de l'Albarine, Évosges et Hostiaz rejoignent la communauté de communes du plateau d'Hauteville[23].
- 10 des 12 communes de la communauté de communes de la Vallée de l'Albarine rejoignent la communauté de communes de la plaine de l'Ain ainsi que les 10 communes de la communauté de communes Rhône Chartreuse de Portes[24].
- Dissolution de la communauté de communes du Valromey, les communes intègrent la communauté de communes Bugey Sud[25].

### 13 décembre 2017
- La communauté de communes du Pays de Bâgé et de Pont-de-Vaux devient communauté de communes Bresse et Saône[26].

### 1erjanvier 2018
- La communauté de communes Haut-Bugey devient Haut-Bugey Agglomération[27].

### 1erjanvier 2019
- Dissolution de la communauté de communes du plateau d'Hauteville, les communes intègrent Haut-Bugey Agglomération[28].
- La communauté de communes du Pays de Gex devient Pays de Gex Agglo.